# Renton Football Club
Renton Football Club var en skotsk fodboldklub i landsbyen Renton i West Dumbartonshire. Det var en fremtrædende klub i begyndelsen af skotsk fodbolds historie sammen med naboklubben og lokalrivalerne Vale of Leven FC. Renton FC vandt Scottish Cup to gange – 1885 og 1888 – og nåede finalen yderligere tre gange. Klubben vandt endvidere Dumbartonshire Cup fire gange og Glasgow Merchant's Charity Cup fire gange.